# Germicide
Germicide è un album live del gruppo L.A. punk The Germs registrato nel 1977 nel locale Whisky a Go Go e pubblicato nel 1985 dalla ROIR.

## Tracce
1. Forming
2. Sex Boy
3. Victim
4. Street Dreams
5. Let's Pretend
6. Get A Grip
7. Suicide
8. Machine
9. Sugar Sugar
10. Teenage Clone (Wild Baby)
11. Grand Old Flag

## Formazione
- Darby Crash - voce
- Pat Smear - chitarra, voce secondaria
- Lorna Doom - basso, voce secondaria
- Don Bolles - batteria, voce secondaria